# 仲恺农业工程学院
仲恺农业工程学院（英語：Zhongkai University of Agriculture and Engineering），前身为仲恺农工学校，是何香凝为纪念伟大的革命先驱廖仲恺先生而成立的一所纪念性学校，2008年改现名，今已发展为一所公立、多科性教学研究型省属本科纪念大学。

## 学校前身
学校前身是1925年由近代民主革命先驱何香凝先生等提议、为纪念伟大的爱国主义者廖仲恺先生爱护农工的意愿而决定创办的仲恺农工学校。1927年3月，学校正式招生，初设蚕丝科和农科，何香凝先生亲任校长。1980年，学校被确定为全国重点中等专业学校。1984年，经教育部、农牧渔业部批准，学校升格为本科院校，定名“仲恺农业技术学院”，国家副主席王震同志题写校名。2006年1月获得硕士学位授予权。2008年3月，经教育部批准，更名“仲恺农业工程学院”。2021年获批为博士学位授予立项建设单位。

## 校区分布

### 海珠校区

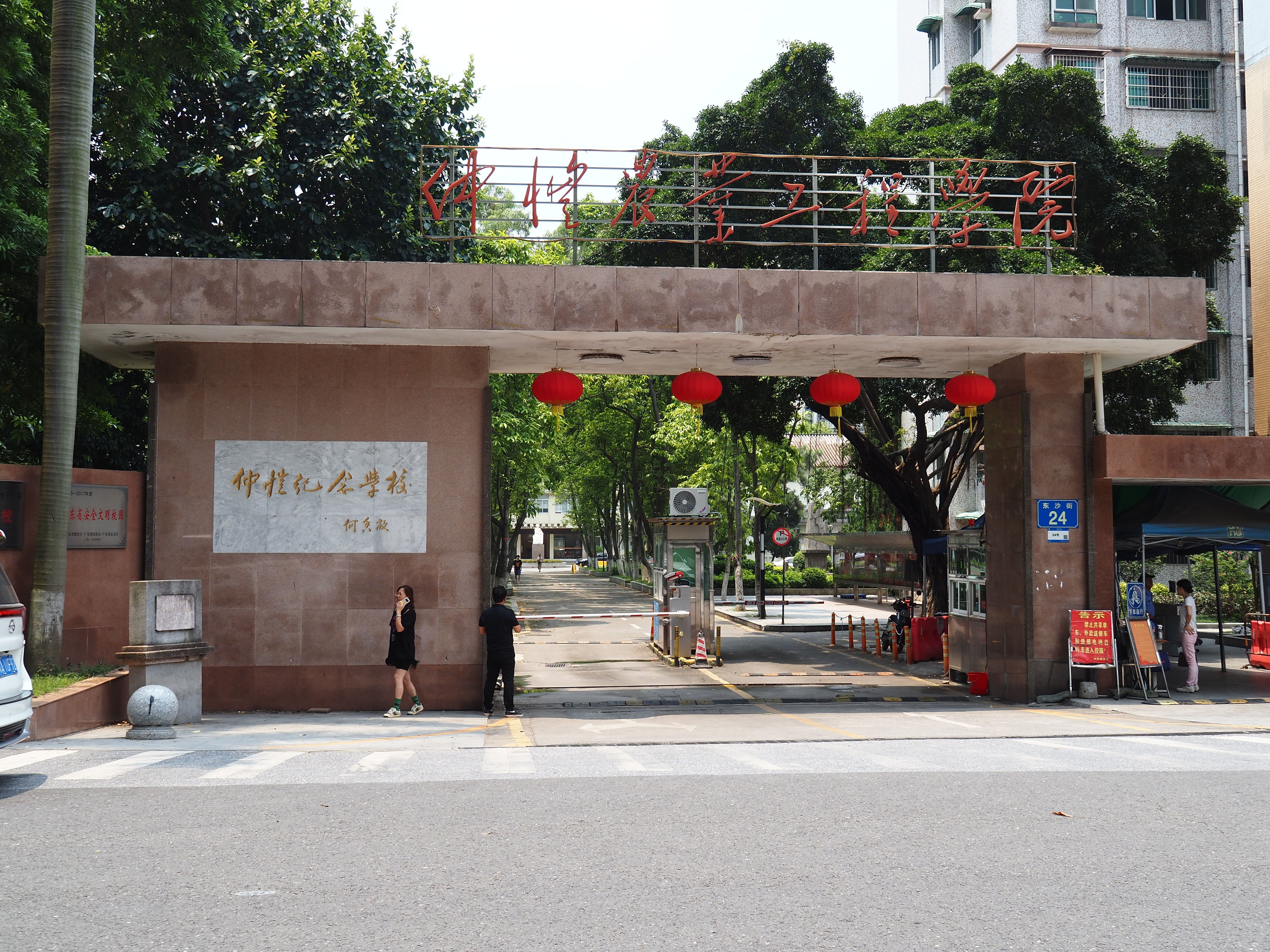
仲恺农业工程学院海珠校区

仲恺农业工程学院海珠校区位于中国广东省广州市海珠区滨江街道东沙街24号，校园具有浓郁的民国气息。原有建筑以仲恺农校旧址之名列为广东省文物保护单位。

### 白云校区

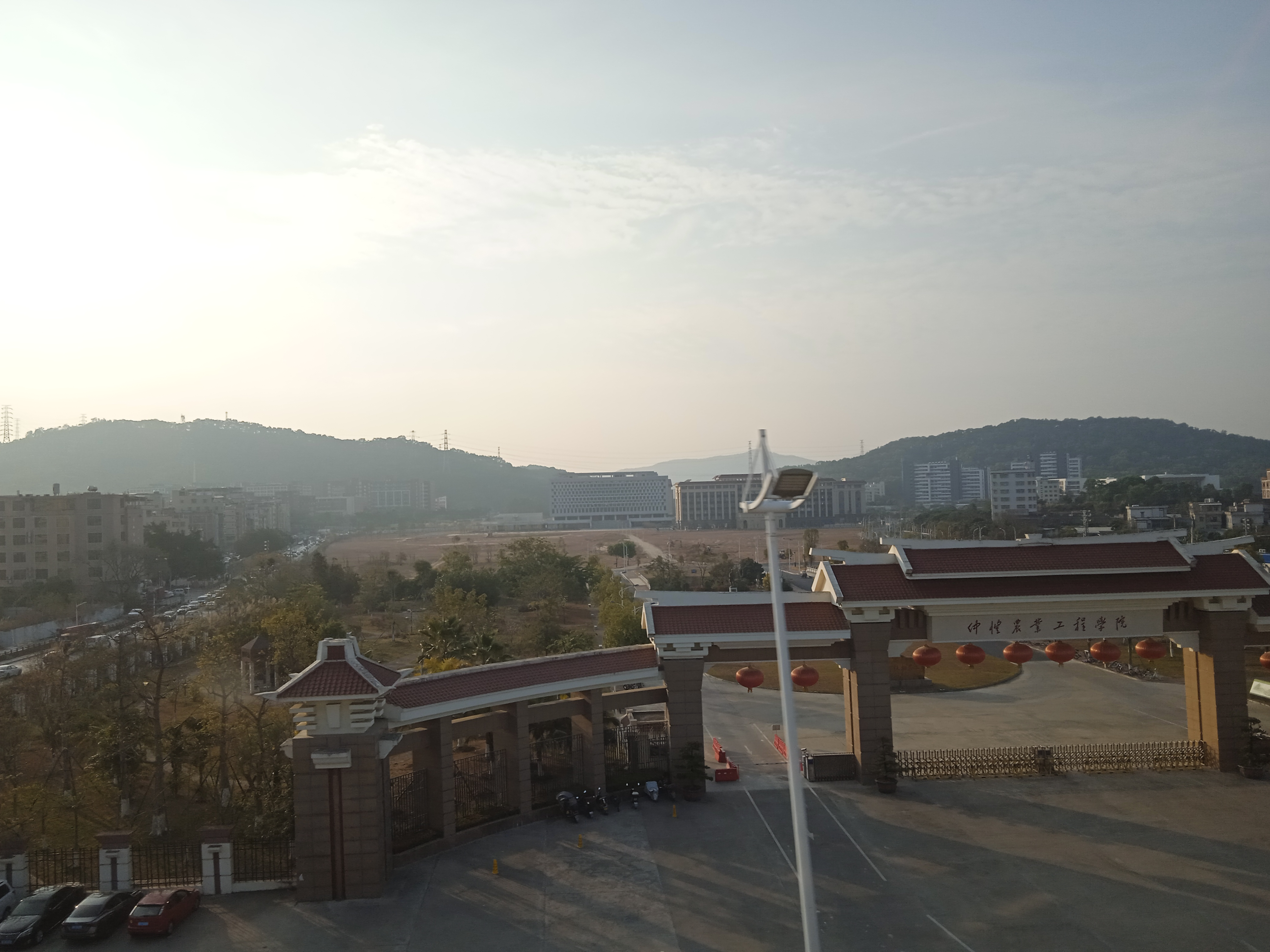
仲恺农业工程学院白云校区

仲恺农业工程学院白云校区位于广州市白云区钟落潭镇钟落潭高校园区广从八路1188号。

## 院系设置
- 动物科技学院
- 园艺园林学院
- 自动化学院
- 人工智能学院（原信息科学与技术学院）
- 农业与生命科学学院
- 城市建设学院
- 环境科学与工程学院
- 轻工食品学院
- 机电工程学院
- 经贸学院
- 管理学院
- 化学与化工学院
- 外国语学院
- 何香凝艺术设计学院
- 数学与数据科学学院
- 人文与社会科学学院